# Gelber Frauenmantel
Der Gelbe Frauenmantel (Alchemilla flavovirens) ist eine Art aus der Gattung der Frauenmantel (Alchemilla).

## Merkmale
Der Gelbe Frauenmantel ist eine kräftige, mittelgroße Pflanze. Die Art welkt leicht. Die Blattspreiten der Grundblätter haben eine Breite von 1,5 bis 6 Zentimeter und sind nieren- bis kreisförmig, in der Regel siebenteilig, manchmal auch neunteilig, 200° bis 360° umfassend und wellig. Die Grundblattspreiten sind auf (70) 84 bis 100 % ihres Radius geteilt, Die Blättchenverwachsung beträgt 0 bis 8 Millimeter. Die Blättchen sind 1,5 bis 3 (selten ab 1 und bis 4) Mal so lang wie breit, länglich bis verkehrt-eiförmig, lange gefaltet, abgerundet und auf 50 bis 80 % ungezähnt. Die Oberseite der Blätter ist gelbgrün bis grasgrün, die Unterseite dicht silberseidig. An den Blättchen befinden sich 6 bis 13, selten bis 15 Zähne. Diese sind 0,7 bis 2 Millimeter lang (was ungefähr 3 bis 7, selten bis zu 10 % des Radius der Spreite entspricht), 0,7 bis 4 Millimeter breit und weisen ein Verhältnis von Länge zu Breite von 0,5 bis 2, meist von 1 auf. Sie sind spitz(lich), ei-warzenförmig bis breit krumm-dreieckig, oft schwer sichtbar, dicht stehend oder, an großen Blättern, die unteren entfernt stehend. Der Endzahn ist meist kürzer. Die Blattstiele und die Stängel sind nicht gerötet. Die Stängel sind aufrecht, bis 200-blütig, 7 bis 20 Zentimeter lang und 1- bis 2-mal so lang wie die Blattstiele. Die Teilblütenstände sind dicht kugelig. Zumindest ein Teil von ihnen ist scheindoldig. Die Blütenstiele haben eine Länge von 1 bis 3, selten bis 6 Millimeter. Die Blüten sind 2 bis 4 Millimeter lang, 3 bis 6 Millimeter breit und gelbgrün. Die Kelchblätter sind 1- bis 1,2-mal so lang wie breit und waagerecht bis zurückgeschlagen. Die Griffel ragen heraus und sind 0,3 bis 0,7 Millimeter lang. Die Narbe ist 0,1 bis 0,15 Millimeter breit Ein Fünftel bis ein Drittel der Länge der Nüsschen ragt heraus.

## Vorkommen
Der Gelbe Frauenmantel kommt in den Westlichen Alpen und im Jura in der montanen bis subalpinen Stufe in Höhenlagen von 1300 bis 2100 Meter vor. Ihr Areal reicht vom südlichen Dauphiné bis Piemont, im Osten bis Tessin und im Norden bis in die Berner Alpen. Die Art wächst auf Matten über Kalk, in Kalkfelsspalten und auf Kalkgeröll, aber auch auf Flysch und Kalkschiefer. Sie ist in den Pflanzengesellschaften Seslerion albicantis (alpiner Blaugras-Rasen) und Potentillion caulescentis (Vegetation der Kalk-Felsspalten) anzutreffen.

## Belege
- Sigurd Fröhner: Alchemilla. In: Hans. J. Conert u. a. (Hrsg.): Gustav Hegi. Illustrierte Flora von Mitteleuropa. Band 4 Teil 2B: Spermatophyta: Angiospermae: Dicotyledones 2 (3). Rosaceae 2. Blackwell 1995, ISBN 3-8263-2533-8, S. 235.